# Orthione mesoamericana
Orthione mesoamericana är en kräftdjursart som beskrevs av Clements Robert Markham 2004. Orthione mesoamericana ingår i släktet Orthione och familjen Bopyridae. Inga underarter finns listade i Catalogue of Life.